# グナエウス・ナエウィウス
グナエウス・ナエウィウス（Gnaeus Naevius、紀元前270年頃 - 紀元前201年頃）は、古代ローマの劇作家、詩人。『ポエニ戦役』（it:Bellum Poenicum）は断片で65行しか現存していないが国民的叙事詩である。後世には古代ローマの劇作家、プラウトゥス、共和政ローマ時代の作家、エンニウスや古代ローマの詩人、ウェルギリウスに影響を与えた。主に古代ギリシアの喜劇や悲劇を混合させ新しい劇のジャンルを創造した。
第一次ポエニ戦争に参戦表明し、戦後に作家活動を始めた。なお、ナエウィウスは自らの戦争体験を『ポエニ戦役』に著している。
しかし今日では、喜劇はほとんど散逸しており断片が現存している程度で、悲劇が6編、断片で200行ほどで表題が伝わっているだけである。